# ファインマン・パラメータ積分
場の量子論において、ファインマン・パラメータ積分（ファインマン・パラメータせきぶん、英: Feynmann parameter integral）とは摂動計算に用いられる計算公式。ファインマンのパラメータ公式とも呼ばれる。米国の物理学者リチャード・ファインマンが量子電磁力学の研究の中で考案した。ファインマン・ダイアグラムに基づく摂動計算では、運動量空間でのファインマン伝播関数の積が現れるが、その計算に用いられる。

## 定義
次のように、左辺の分数の分母の積を右辺のような同次の項の積分としてまとめる公式をファインマン・パラメータ積分という。
{\displaystyle {\frac {1}{AB}}=\int _{0}^{1}dx{\frac {1}{(Ax+B(1-x))^{2}}}}
{\displaystyle {\frac {1}{ABC}}=2!\int _{0}^{1}dx\int _{0}^{1-x}dy{\frac {1}{(Ax+By+C(1-x-y))^{3}}}}
ここでディラックのデルタ関数{\displaystyle \delta (x)}を用いれば、次の形にも表すことができる。
{\displaystyle {\frac {1}{AB}}=\int _{0}^{1}dxdy{\frac {1}{(Ax+By)^{2}}}\delta (1-x-y)}
{\displaystyle {\frac {1}{ABC}}=2!\int _{0}^{1}dxdydz{\frac {1}{(Ax+By+Cz)^{3}}}\delta (1-x-y-z)}
より一般には、
{\displaystyle {\frac {1}{A_{1}A_{2}\cdots A_{N}}}=(N-1)!\int _{0}^{1}dx_{1}dx_{2}\cdots dx_{N}{\frac {1}{(A_{1}x_{1}+A_{2}x_{2}+\cdots +A_{N}x_{N})^{N}}}\delta (1-\Sigma x_{i})}
{\displaystyle {\frac {1}{A_{1}^{\alpha _{1}}A_{2}^{\alpha _{2}}\cdots A_{N}^{\alpha _{N}}}}={\frac {\Gamma (\alpha _{1}+\alpha _{2}+\cdots +\alpha _{N})}{\Gamma (\alpha _{1})\Gamma (\alpha _{2})\cdots \Gamma (\alpha _{N})}}\int _{0}^{1}dx_{1}dx_{2}\cdots dx_{N}{\frac {x_{1}^{\alpha _{1}-1}x_{2}^{\alpha _{2}-1}\cdots x_{N}^{\alpha _{N}-1}}{(A_{1}x_{1}+A_{2}x_{2}+\cdots +A_{N}x_{N})^{\alpha _{1}+\alpha _{2}+\cdots +\alpha _{N}}}}\delta (1-\Sigma x_{i})}
が成り立つ。